# Eibar (stacja kolejowa)
Eibar (hiszp: Estación de Eibar, bask: Eibarko geltokia) – stacja kolejowa w miejscowości Eibar, w Prowincji Guipúzcoa, we wspólnocie autonomicznej Kraj Basków, w Hiszpanii. Znajduje się na linii Bilbao – San Sebastián.

## Historia
Pociąg do Eibar zawitały za sprawą Compañía del Ferrocarril de Durango a Zumárraga, która otworzyła odcinek pomiędzy Zaldibar, Eibar i Elgoibar 17 września 1887, otwarty przez królową Marię Krystynę Austriacką.
Wiele lat później, w 1909 roku budynek przeszedł remont i istnieje w obecnej formie.
W 1941 roku stacja została przebudowano, dodając trzeci tor.
7 września 2012 ukończona całkowity remont dworca, w wyniku którego zbudowano kładkę nad torami.

## Połączenia
Stacja jest obsługiwana przez pociągi linii 1 EuskoTren pomiędzy Bilbao i San Sebastián.

## Linie kolejowe
- Bilbao – San Sebastián